# 池坊短期大学
池坊短期大学（いけのぼうたんきだいがく、英語: Ikenobo Junior College）は、京都府京都市下京区四条室町鶏鉾町に本部を置く日本の私立大学。1952年創立、1952年大学設置。大学の略称は池短、池坊。

## 概観

### 大学全体
- 京都府京都市下京区に所在する日本の私立短期大学で、設置主体は学校法人池坊学園[1]。
- 1952年に池坊学園短期大学として開学。当初より2学科体制を維持してきたが、2016年度より学科の増設により3学科となるも、2023年度より再び2学科体制となる。
- 2024年度の入学生を最後に[注釈 1]、短期大学としての使命を終えることが決定した。
- 募集停止の理由としては、 18歳人口の減少、四年制大学志向などが原因となっている

### 建学の精神（校訓・理念・学是）
- 池坊短期大学における建学の精神は「和と美」となっている。これは池坊華道の発祥地となっている六角堂の開祖である小野妹子が仕えた聖徳太子の十七条憲法の本旨である。

### 教育および研究
- 池坊短期大学における教育
  - 文化芸術学科：｢いけばな花デザイン｣・｢ブライダルプランナー｣・｢医療クラーク｣の各コースからなっていた。
  - 環境文化学科：｢製菓クリエイト｣・「トータルビューティ」「国際経営情報」の各コースからなる。
  - 幼児保育学科

### 学風および特色
- 池坊短期大学は、池坊の生け花の家元を母体にして創設されていることから、茶道や華道をベースとしたカリキュラムが用意されている（｢いけばなと現代生活｣や｢茶の湯と伝統文化｣など題した独自の科目がある）。2013年時点では、茶道および華道が全コースで必修となっている[2]。この背景として、華道を通じて美意識を修得することが有用であることが挙げられる[2]。
- 日本文化のみならずブライダル・ネイル・製菓クリエイトなどのカリキュラムもある。
- 男女共学だが、女子学生の方が多い。

## 沿革
- 1952年
  - 3月5日 左記を以て文部省[注 1]より短期大学の設置が認可される[3]。
  - 4月1日 池坊学園短期大学（いけのぼうがくえんたんきだいがく）として以下の学科体制にて開学[4]。 
    - 国文科 入学定員40名
    - 服飾科 入学定員40名
- 1954年
  - 5月1日 学生数[5]/定員
    - 国文科 42[注 2]/80
    - 服飾科 94[注釈 2]/80
- 1962年
  - 4月1日 服飾科を生活科学科に改称[6]。
  - 5月1日 学生数[7]/定員
    - 国文科 150[注釈 3]/80　
    - 生活科学科 293[注釈 2]/40
      - 服飾科 268[注釈 2]/40
- 1966年
  - 4月1日 池坊短期大学に改称[8]。
  - 5月1日 学生数[9]/定員
    - 国文科 284[注釈 3]/80
    - 生活科学科 1,037[注釈 2]/80
- 1969年
  - 4月1日 生活科学科を家政科に改称[10]。
- 1970年
  - 5月1日 学生数[11]/定員
    - 国文科 308[注釈 4]/80
    - 家政科 958[注釈 2]/80
- 1976年
  - 4月1日 入学定員増を以下の通り行う[注 3]。
    - 国文科 40→100
    - 家政科 40→175
- 1976年
  - 5月1日 学生数[15]/定員
    - 国文科 305[注釈 3]/140
    - 家政科 823[注釈 2]/215
- 1992年
  - 5月1日 学生数[注 4]/定員
    - 国文科 340[注釈 2]/200
    - 家政科 590[注釈 2]/350
- 1995年
  - 4月1日 家政科に初めて男子学生が入学。
  - 5月1日 学生数[18]/定員
    - 国文科 302[注 5]/200
    - 家政科 543[注釈 3]/350
- 1997年
  - 4月1日 学科の名称変更を以下の通り行う[19]。
    - 国文科→日本語日本文化学科
    - 家政科→生活文化学科

  - 5月1日 学生数[20]/定員
    - 日本語日本文化学科 142[注 6]/100
      - 国文科 144[注 7]/100

    - 生活文化学科 176[注 8]/175
      - 家政科 215[注釈 4]/175
- 1999年
  - 5月1日 学生数[21]/定員
    - 日本語日本文化学科 146[注 9]/200
    - 生活文化学科 273[注 10]/350
- 2000年
  - 4月1日 この年度の入学生より既存の学科を以下の通り改組する[22]。
    - 日本語日本文化学科→文化芸術学科
    - 生活文化学科→環境文化学科
- 2003年
  - 4月1日 以下、旧来の学科を正式に廃止とする[23]。
    - 日本語日本文化学科
    - 生活文化学科
- 2009年
  - 4月1日  入学定員の変更を以下の通り行う[24]。
    - 文化芸術学科 100→75
    - 環境文化学科 175→200
- 2014年
  - 1月 平成26年度大学入試センター試験参加短期大学の1校となる[25]。
- 2015年
  - 4月1日 文化芸術学科の入学定員を75→50に減員[26]。
- 2016年
  - 4月1日 以下の学科を増設する[27]。
    - 幼児保育学科 入学定員100名

  - 同 環境文化学科の入学定員を200→100に減員[27]。
- 2019年
  - 4月1日 全ての学科について入学定員を以下の通り変更する[28]。
    - 文化芸術学科 50→70
    - 環境文化学科 100→90
    - 幼児保育学科 100→90
- 2021年
  - 4月1日 文化芸術学科の学生募集を最終とする[注 11]。
- 2023年
  - 文化芸術学科を廃止。
- 2024年
  - 4月1日 この年度で学生募集を最終とする[注釈 1]。

## 基礎データ

### 所在地
- 京都府京都市下京区四条室町鶏鉾町
  - 鶏鉾町にあるため鶏鉾と関係が深く、鶏鉾の収蔵庫は当短期大学内にある。例年7月12日午後に行われる祇園祭鶏鉾の曳き初めには、多くの学生が参加する。また宵山・宵々山には「花きらきら」というイベント（花展・茶会など）をおこなっており一般開放されている。

### 交通アクセス
- 京都市営地下鉄四条駅・阪急電鉄京都線烏丸駅下車

### 象徴
- オリジナルカレッジマークは右記資料にあり[31]。

## 教育および研究

### 組織

#### 学科
- 文化芸術学科 入学定員70名[注 12]
  - いけばな・花デザインコース
  - ブライダルプランナーコース
  - 医療クラークコース
- 環境文化学科 入学定員90名[1]
  - 製菓クリエイトコース
    - トータルビューティーコース
    - 国際情報経営コース
- 幼児保育学科 入学定員90名[1]

#### 専攻科
- なし

#### 別科
- なし

##### 取得資格について
資格
- 茶道免許・華道免許ほか
- 製菓衛生師受験資格が環境文化学科製菓クリエイトコース卒業と同時に得られるようになっている。
- かつて、中学校教諭二種免許状の課程が設けられていた。
  - 国語：文化芸術学科の前身である国文科・日本語日本文化学科[32]にて設けられていた。
  - 家庭：環境文化学科の前身である家政科・生活文化学科[32]にて設けられていた。
- 当初は高等学校教諭仮免許状の教職課程も併設あれていた[33]。
  - 国語・書道：文化芸術学科の前身である国文科にて。
  - 家庭：環境文化学科の前身で服飾科にて設けられていた。
- 幼稚園教諭二種免許：幼児教育学科にて取得可能
- 保育士資格：幼児教育学科にて取得可能

#### 附属機関
- 華道文化研究所

### 研究
- 『池坊短期大学教育倫理綱領』
- 『池坊短期大学教育倫理綱領規程』
- 『池坊短期大学紀要』[34]
- 『池坊短期大学文化環境学』[35]
- 『池坊文化研究』[36]

## 学生生活

### 部活動・クラブ活動・サークル活動
- 池坊短期大学のクラブ・同好会活動
  - 体育系：ダンス同好会
  - 文化系：華道部・茶道部（｢表千家｣と｢裏千家｣の2種類がある）・製菓研究会

### 学園祭
- 池坊短期大学の学園祭は単に「大学祭」と呼ばれる。各クラブ団体による催しがある。大規模な生け花の展示が大きな特徴である。

## 大学関係者と組織

### 歴代学長
- 大浦八郎：初代学長
- 冷泉為人：元学長
- 吉田謙二：元学長
- 中西進：元学長
- 藤井純一：元学長

### 名誉教授
- 秋定嘉和
- 冷泉為人

### 客員教授
- 千玄室
- 小笠原清忠
- 東儀秀樹
- 茂木健一郎

## 著名な出身者
- 本上まなみ：タレント
- 松岡きっこ：女優・タレント
- 小川かず子：元女子バレーボール選手

## 施設

### キャンパス
- こころホール
- アートフォーラム
- 悠々
- アッセンブリホール（リトミック室）
- 講義教室
- 華道教室
- 茶道教室
- 図書館：所蔵資料数はおよそ47,000冊。
- 製菓実習室
- メイク実習室
- ネイル実習室
- ブライダル実習室
- 音楽室（個人レッスン室あり）
- パソコン教室
- 体育館ほか
- 鶏鉾収蔵庫

## 対外関係

### 他大学・団体との協定

#### 日本
- 大学コンソーシアム京都

### 系列校
- 池坊文化学院（募集停止）
- 池坊お茶の水学院（閉校）